# Thérésa
Thérésa, pseudonimo di Eugénie Emma Valladon (La Bazoche-Gouet, 25 aprile 1837 – Neufchâtel-en-Saosnois, 14 maggio 1913), è stata una cantante francese, attiva come sciantosa nei café-concert.

## Biografia

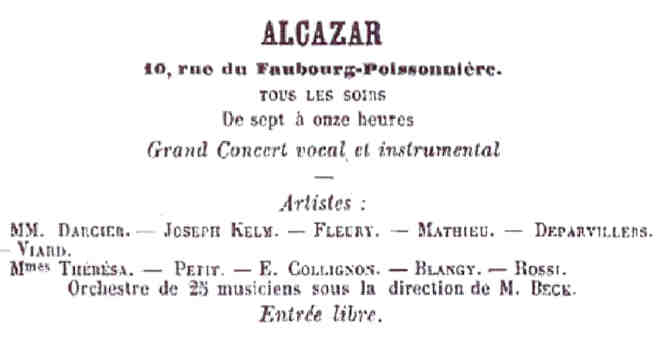
L'annuncio del passaggio di Thérésa all'Alcazar nel 1863.

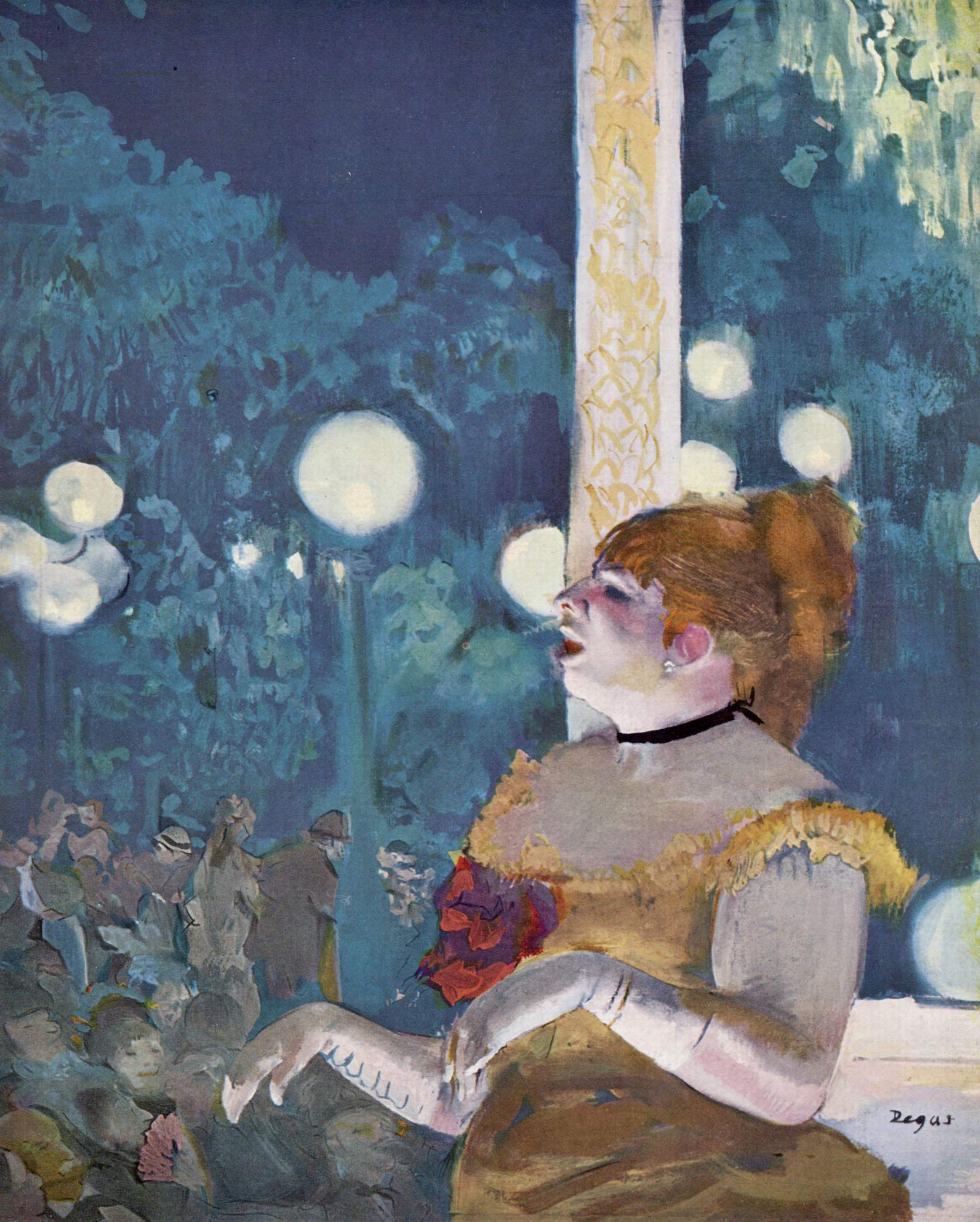
Thérésa ritratta ne La Chanson du chien di Edgar Degas (1875-1877 circa)

Eugénie Emma Valladon nacque a La Bazoche-Gouet, figlia di un musicista da taverna. Fin da bambina sognò di cantare, ma iniziò lavorando in alcuni atelier di moda. 
Cominciò ad esibirsi in alcuni piccoli café-concert di Parigi, come il Café Moka, il Théâtre de la Porte Saint-Martin e il Café des Géants, riscuotendo un modesto successo. Durante un suo spettacolo natalizio venne notata da Arsène Goubert, il direttore del café-concert Alcazar, che le offrì 300 franchi per andare a cantare lì; in quel momento assunse lo pseudonimo di Thérésa. Entro un mese dal suo arrivo all'Alcazar, Thérésa riscosse un grandissimo successo sia di pubblico che di critica, e andò ad esibirsi anche a Roma e San Pietroburgo. Gli altri café-concert cercarono di resistere alla feroce concorrenza dell'Alcazar assumendo altre cantanti, come Suzanne Lagier nel caso dell'Eldorado, ma per quanto fossero apprezzate dal pubblico, vennero invece stroncate dalla critica. Nello stesso periodo, Thérésa venne raffigurata più volte sulle vignette satiriche di André Gill sul giornale La Lune, accrescendo ulteriormente la sua popolarità. Rimase in pausa fra il 1867 e il 1869 a causa di una laringite che le fece perdere la voce, dopodiché tornò alla ribalta con quello che rimase il suo più grande successo, Les canards tyroliens.

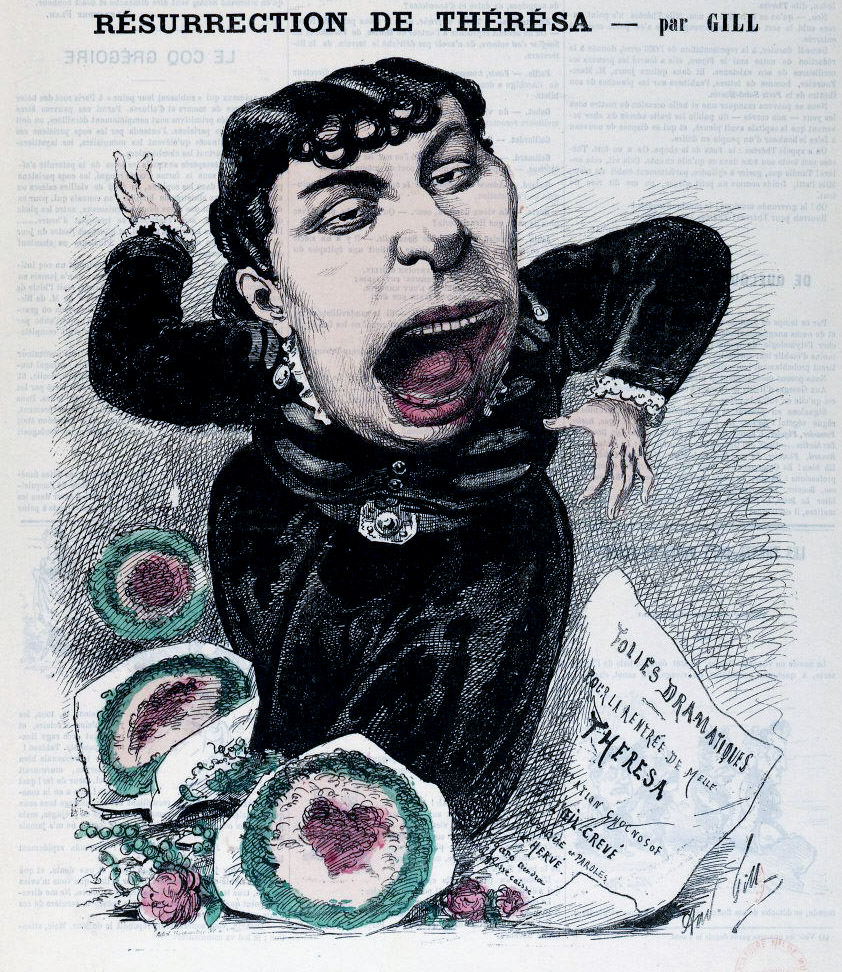
Una delle caricature Thérésa fatte da Gill, datata 1867.

Il successo fu tale che i ritornelli di alcune delle sue canzoni (La gardeuse d'ours del 1863, Rien n'est sacré pour un sapeur! del 1864 e La femme à barbe del 1865) venivano cantati a memoria dal popolino, e fra i suoi ammiratori illustri si annoveravano Alexandre Dumas, Théodore de Banville, Pauline von Metternich e anche l'imperatore Napoleone III. Anche finanziariamente ebbe molta fortuna, guadagnando circa 100.000 franchi all'anno, grazie anche ai diritti d'autore garantitile dalla SACEM. 
Abbandonò le scene nel 1893, ma ritornò sul palco per una serata al Le Chat noir un anno dopo. Si ritirò definitivamente nel 1895, andando ad abitare nella Sarthe, dove morì nel 1913 all'età di 76 anni; la sua carriera durò 40 anni e, al giorno d'oggi, Thérésa viene considerata una delle prime celebrità femminili ad avere riscosso un così grande successo. La sua tomba si trova nel cimitero di Père-Lachaise.